# Schwennau
Schwennau (dänisch: Svendå) ist der Name eines Stadtteils von Glücksburg sowie eines kleinen Flusses im Norden der Landschaft Angeln, der von Wees kommend in die Flensburger Förde mündet. Er hat eine Länge von 5,52 km. Das Quellgebiet liegt im Drainagesystem eines Ackers westlich der Kreisstraße K 92. Auf den ersten 1,23 km verläuft sie in einem Rohr und tritt nach Unterquerung der K 92 zum ersten Mal im Ortsteil Rothenhaus an die Oberfläche (Lage). Ihr größter rechter Zufluss ist die Munkbrarupau, die den Glücksburger Schlossteich durchfließt und nach dem Verlassen des Schlossteiches in die Schwennau mündet (Lage).

## Hintergrund
Die Schwennau wurde erstmals 1756 erwähnt. Der Name geht entweder auf dänisch Svineå für Schweineau zurück oder bedeutet die schwindende (d. h. versickernde) Au (zu altnordisch svina≈abnehmen, sich verringern), da das Terrain am Auslauf sehr sumpfig ist. 1763 wurde an der Mündung des kleinen Flusses eine Ziegelei eingerichtet. Die Ziegelei an der Schwennau gehörte zu einer großen Anzahl von Ziegeleien an der Förde, die einen bedeutsamen Wirtschaftszweig im Flensburger Raum darstellten. Der unweit der Schwennau-Mündung gelegene Überrest der ehemaligen Ziegelei, der Schwennauhof, stellt offensichtlich den ältesten Gebäudebestand in der Gegend dar.
Das vor der Mündung befindliche Schwennautal ist Teil des Landschaftsschutzgebietes "Flensburger Förde" und Teil des Fauna-Flora-Habitats (FFH) „Küstenbereiche Flensburger Förde von Flensburg bis Geltinger Birk“. Dieses enthält auch das FFH-Teilgebiet " Munkbrarupau- und Schwennautal". Im Schwennautal liegt die Turmruine Erlkron, welche Anfang des 20. Jahrhunderts errichtet wurde. Unmittelbar an der Mündung der Schwennau wurde nach dem Zweiten Weltkrieg ein kleiner Campingplatz eingerichtet, der bis zum Anfang des 21. Jahrhunderts Bestand hatte. Inzwischen befindet sich dort die Ferienhaussiedlung Glück in Sicht. Auf dem Gelände des ehemaligen Campingplatzes wurde 2019 zudem ein Restaurant gebaut. Der benachbarte Schwennauhof diente über fünfzig Jahre, bis zum Jahr 2010, als Jugenderholungsstätte. Danach wurde der Hof zu einem Ferienresort umgebaut. Beim Ortsteil Schwennau liegen des Weiteren das Anwesen Moos (östlich von Schwennauhof), die Straße Blocksberg (auf einer mit Einfamilienhäusern bebauten Anhöhe, südlich von Schwennauhof) sowie der Wald Friedeholz.